# Diego Mesaglio
Diego Alejandro Mesaglio (Luján, 22 febbraio 1984) è un attore argentino.

## Biografia
Ha cominciato a recitare nel 1994 con la telenovela Montaña Rusa, poi con Chiquititas, Verano del '98, Rebelde Way, Flor - Speciale come te, Trillizos, ¡dijo la partera! e Cabecita.
Tra il 2010 e il 2011 interpreta il personaggio di Lautaro nella webserie Yo soy virgen.
Nel 2010 ha debuttato come protagonista del film Matar a Videla. Con una recitazione drammatica, risultata una rivelazione nella carriera. Ha ottenuto buon parere della critica. Durante il 2012 ha fatto parte del cast di Graduados, i cui protagonisti sono Nancy Dupláa e Daniel Hendler trasmessa su Telefe. Nel 2013 in televisione realizza comparse nelle serie Solamente vos e Los vecinos en guerra.
Nel 2015 ha perso la vista dall'occhio sinistro a causa di un incidente domestico con l'etanolo.

## Filmografia

### Cinema
- Amigomío, regia di Jeanine Meerapfel y Alcides Chiesa (1994)
- Matar a Videla, regia di Nicolás Capelli (2011)
- Goool! (Metegol), regia di Juan José Campanella (2013)

### Televisione
- Montaña rusa – serial TV (1994)
- Amigovios – serie TV (1995)
- Poliladron – serie TV (1995)
- Chiquititas – serial TV (1996-1998)
- Verano del '98 – serial TV (1998)
- Trillizos, ¡dijo la partera! - serial TV (1999)
- Cabecita – serie TV (2000)
- Rebelde Way – serial TV (2002-2003)
- Flor - Speciale come te (Floricienta) – serial TV (2004-2005)
- Romeo y Julieta – serie TV (2007)
- Atrapados – serie TV (2008)
- Por amor a vos – serial TV (2008-2009)
- Yo soy virgen – webserie (2010)
- Graduados – serial TV (2012)
- Solamente vos – serial TV (2013-2014)
- Los vecinos en guerra – serial TV (2013-2014)
- Un gallo para Esculapio – seriel TV (2017-2018)

## Teatro
- Chiquititas (1996-1998)
- Rebelde Way (2002)
- Se alquila! (2018-2019)

## Doppiatori italiani
Nelle versioni in italiano delle opere in cui ha recitato, Diego Mesaglio è stato doppiato da:
- Simone Marzola e Leonardo Graziano in Flor - Speciale come te[4]
- Maurizio Merluzzo e Emanuele Ruzza in Redelde Way[5]